# Gonzalo Godoy
Gonzalo Godoy (vollständiger Name: Gonzalo Damián Godoy Silva) (* 17. Januar 1988 in Montevideo) ist ein ehemaliger uruguayischer Fußballspieler.

## Verein
Gonzalo Godoy agiert auf der Position des Abwehrspielers. Er spielte in der Saison 2007/08 für den Club Atlético Cerro in der uruguayischen Primera División und kam im Torneo Clausura jener Spielzeit auf 13 Erstliga-Einsätze. In der gesamten Folgesaison stand er ebenfalls 13-mal auf dem Feld. In die Zeit seiner Vereinszugehörigkeit fiel 2009 auch der Gewinn der Liguilla Pre Libertadores. Während des Torneo Apertura 2009 wechselte er nach weiteren sechs Spielen für Cerro zu Nacional Montevideo. Dort vertrat er in der Liga 26-mal die Farben des Klubs, wobei er kein Tor erzielte, und kam zudem in einigen Copa-Libertadores-Partien zum Einsatz. In der Saison 2010/11 gewann er mit seinen Mitspielern die Uruguayische Meisterschaft. Unter Trainer Marcelo Gallardo wurde er 2011 nur noch selten berücksichtigt und schließlich ausgemustert. Daraufhin schloss er sich im Januar 2012 auf Leihbasis wieder Cerro an. Dort kam er in der Clausura 2012 dreimal – jeweils der Startelf angehörend – zum Einsatz. Seit Juli 2012 steht er bei Liverpool Montevideo unter Vertrag und absolvierte dort in der Clausura 2013 14 Ligapartien (kein Tor). In der Spielzeit 2013/14 wurde er 13-mal eingesetzt und erzielte einen Treffer. Sein Verein stieg am Saisonende in die Segunda División ab. Godoy verließ den Klub sodann im August 2014 in Richtung Chile. Dort schloss er sich dem Erstligisten Deportivo Ñublense an. In der Spielzeit 2014/15 wurde er 30-mal (kein Tor) in der Primera División und viermal (ein Tor) in der Copa Chile eingesetzt.
Anfang Juli 2015 wechselte er in die Türkei zu Yeni Malatyaspor. In der Saison 2015/16 absolvierte er 24 Zweitligaspiele (zwei Tore) und eine Partie (kein Tor) im nationalen Pokal. Mitte August 2016 schloss er sich dem uruguayischen Erstligisten Sud América an und bestritt in der Saison 2016 zehn Erstligaspiele (kein Tor). Am 21. Dezember 2016 wurde sein Wechsel zum von seinem Landsmann Pablo Bengoechea trainierten peruanischen Verein Alianza Lima vermeldet. Mit Alianza wurde er 2017 sowohl Meister der Apertura als auch der Clausura und krönte sich somit zum nationalen Meister Perus. Im Jahr 2020 verließ er den Klub und schloss sich Club The Strongest aus Bolivien an. Nach einem Jahr wechselte er erneut nach Peru, wo er für Carlos A. Mannucci auflief und 2023 nach Uruguay zurückkehrte. In seiner Heimat spielte er erst für Club Atlético Rentistas und anschließend für den Zweitligisten Sud América, bei dem er bereits früher unter Vertrag gestanden hatte. Im Jahr 2024 wechselte er zu Villa Española in den Amateurfußball Uruguays.

## Erfolge
Nacional Montevideo
- Uruguayischer Meister: 2010/11, 2011/12
- Meister der Liguilla Pre Libertadores 2009
- 2× Copa Bimbo: 2010, 2011

Alianza Lima
- Peruanischer Meister: 2017